# Gavignano (Włochy)
Gavignano – miejscowość i gmina we Włoszech, w regionie Lacjum, w prowincji Rzym.
Według danych na rok 2004 gminę zamieszkiwało 1758 osób, 125,6 os./km².